# Liste der Bodendenkmale in Otterwisch
In der Liste der Bodendenkmale in Otterwisch sind die Bodendenkmale der Gemeinde Otterwisch und ihrer Ortsteile nach dem Stand der Auflistung von Klaus Kroitzsch und Harald Quietzsch aus dem Jahr 1984 aufgelistet. Eventuelle Änderungen und Ergänzungen, insbesondere aus der Zeit nach der Wende, sind nicht berücksichtigt, da für Sachsen aktuell keine neueren allgemein zugänglichen Bodendenkmallisten vorliegen. Die Baudenkmale sind in der Liste der Kulturdenkmale in Otterwisch aufgeführt.
| Denkmal-ID | Fundart             | Ortsteil   | Bezeichnung                | Zeitstellung | Lage | Bemerkungen | Bild |
| ---------- | ------------------- | ---------- | -------------------------- | ------------ | --- | --- | ---- |
| ?          | Befestigung > Burg  | Otterwisch | Wallanlage „Groitzsch“     | Slawenzeit?  | östlich des nördlichen Gutsteils                                                                                       | vermutlich Ringwall, oberflächlich verebnet, Schutz seit 25. August 1937, erneuert 17. Mai 1956, erweitert 1. August 1958                                  |      |
| ?          | Befestigung > Burg  | Otterwisch | Wasserburg                 | Mittelalter  | im Ort, östlicher Gutsbereich, Göselniederung                                                                          | durch Schloss überbaut und dadurch verändert, Rechteckgraben auf drei Seiten, Schutz seit 24. August 1937, erneuert 17. Mai 1956, erweitert 1. August 1958 |      |
| ?          | Grabmal > Grabhügel | Otterwisch | Gruppe von 27 Hügelgräbern | Bronzezeit   | ostnordöstlich des Orts im Buchholz Abteilungen 11, 12 und 15, beiderseits der Grethener Allee und der Windmühlenallee | sehr unterschiedliche Größen und Erhaltungsgrade, Schutz seit 24. April 1937, erneuert 17. Mai 1956                                                        |      |